# Platypalpus henanensis
Platypalpus henanensis är en tvåvingeart som beskrevs av Saigusa och Yang 2003. Platypalpus henanensis ingår i släktet Platypalpus och familjen puckeldansflugor. Inga underarter finns listade i Catalogue of Life.